# Despilfarro energético

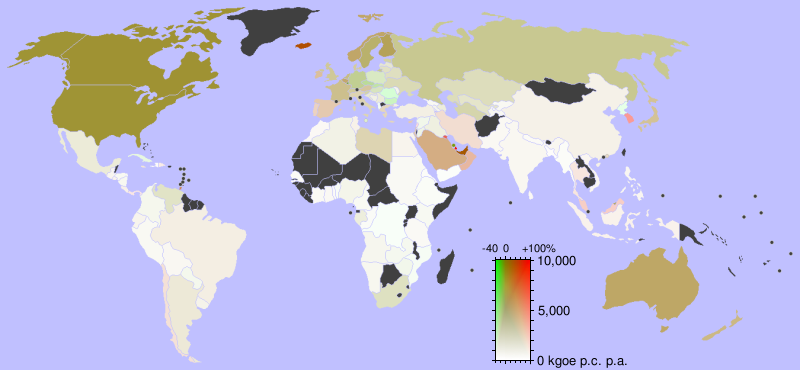
Consumo de energía en el planeta en el año 2001, en kilogramo equivalente de petróleo por persona, por año y por país. Las zonas negras corresponden a una ausencia de datos, las zonas oscuras son aquellas donde más consumimos. El verde refleja una tendencia a la baja y el rojo, una tendencia al alza durante la década 1990-2001.Los extremos se dieron en 2001 en Rumanía (-38 % en 10 años) y Qatar (+94 % en 10 años).

El despilfarro energético es el derroche injustificado de energía, especialmente combustibles y electricidad, y la utilización injustificada de dispositivos de baja eficiencia energética. 

## Impactos
El despilfarro energético representa una parte importante de la huella ecológica . Tiene consecuencias colaterales, entre ellas la emisión de residuos (a veces tóxicos), contaminación lumínica, numerosos contaminantes y gases de efecto invernadero, lo que se traduce en una contribución al calentamiento mundial o a la contaminación térmica local.

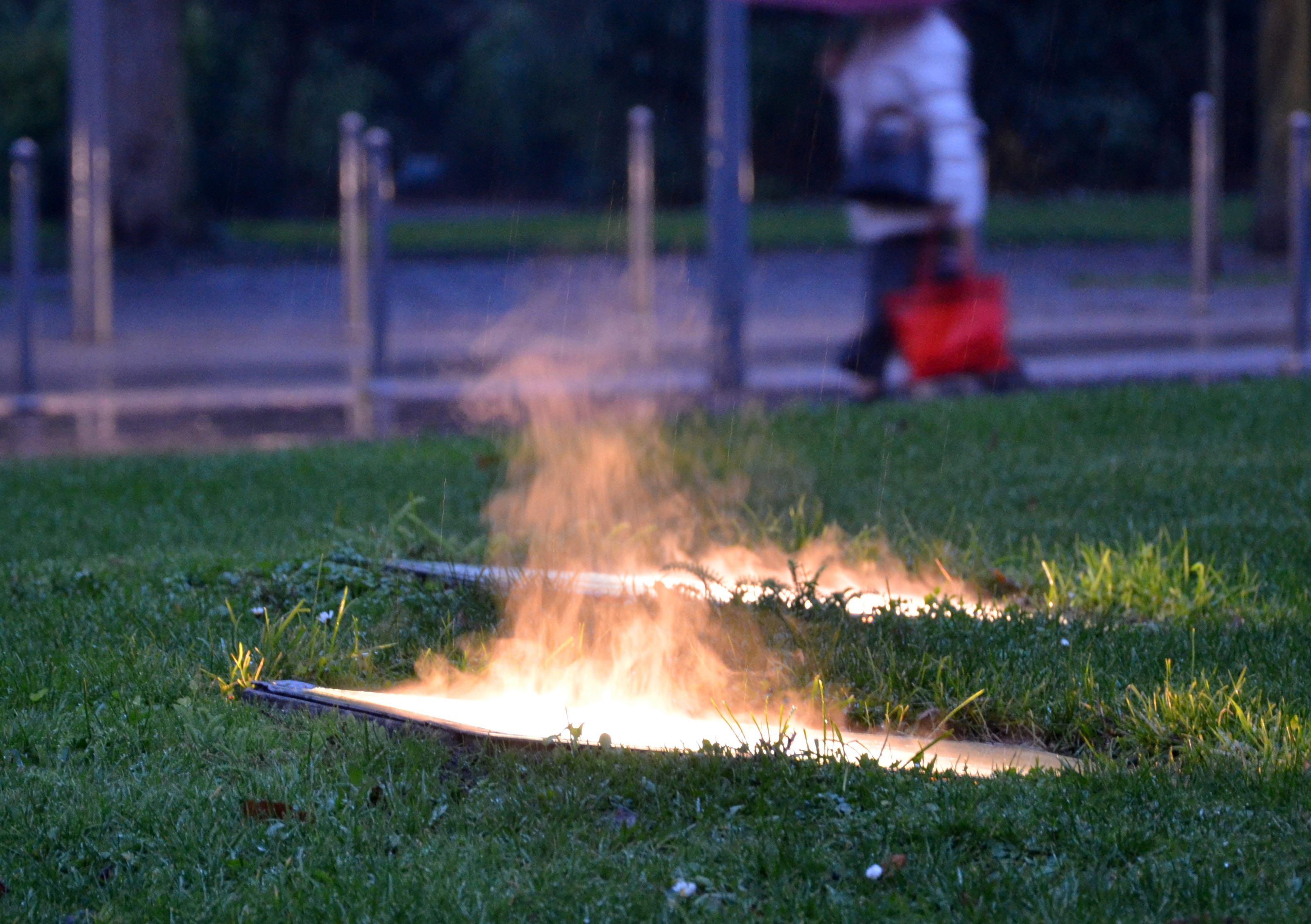
Ejemplo de lámparas empotradas en el suelo que iluminan gran parte del cielo, aquí todavía encendidas cuando ya hay luz, y utilizando una luminaria que consume mucha electricidad y tiene poca eficiencia (además de luz produce mucho calor, aquí perceptible por la evaporación de la lluvia).

## Causas
El despilfarro energético tiene muchas causas y fuentes:
- uso innecesario de recursos energéticos (iluminación publicitaria, estética o excesiva);[1]
- uso irracional o erróneo  de los recursos energéticos;
- falta de reutilización;
- ausencia de reciclaje.

La historia demuestra que el acceso fácil y barato a los bienes energéticos comunes (gas, petróleo, carbón, madera y, más recientemente, la energía nuclear, ha favorecido el despilfarro energético. Este fenómeno es un ejemplo de la tragedia de los comunes y es una de las fuentes de la sobreexplotación del hábitat.

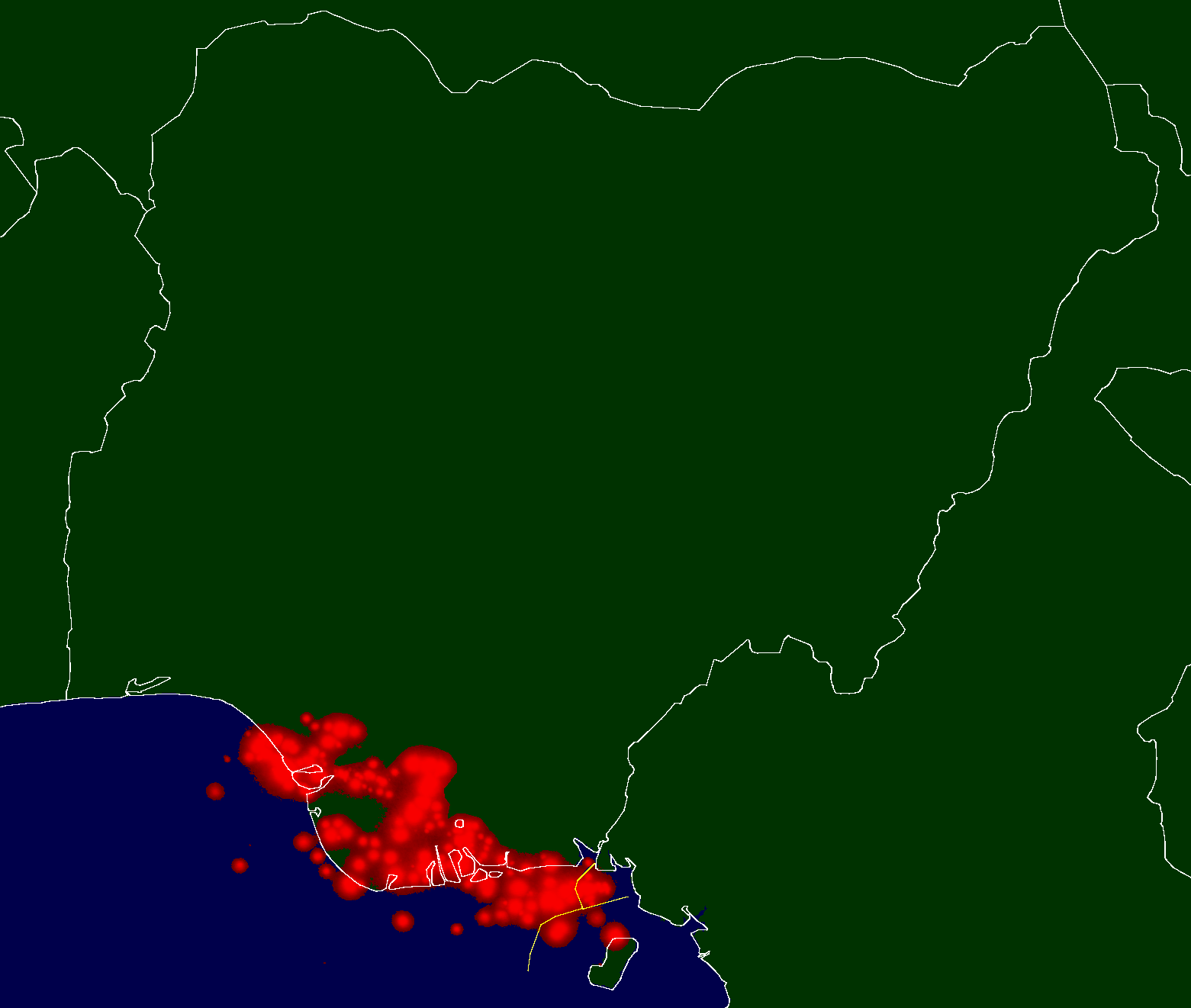
Nigeria es uno de los países donde se desperdicia mayor cantidad de gas natural por quemado en antorcha, fotografiado aquí por satélite (en rojo), en 2006.

## Diferencia entre ahorro energético, eficiencia energética y despilfarro energético
La situación de partida es una habitación iluminada con una bombilla incandescente de 60 vatios que una persona enciende cuando se levanta, a las 8ː00, y y apaga cuando se acuesta, a las 23ː00. Entoncesː
- ahorro energético es apagar la bombilla cada vez que se sale de la habitación
- eficiencia energética es sustituir la bombilla incandescente por una led de 10 vatios con la misma intensidad luminosa, pero que gasta 6 veces menos
- despilfarro energético es dejar la bombilla encendida toda la noche

## Ejemplos de despilfarro energético
- Meter platos calientes en la nevera (se deben dejar a temperatura ambiente hasta que se enfríen).[2]
- Lavar ropa poco sucia a 60 °C cuando queda igual de limpia a 40 °C.[2]
- Dejar enchufado el cargador del móvil cuando ha terminado de cargar.[2]
- Utilizar el automóvil para trayectos cortos que se podrían hacer a pie o en transporte público.[3]
- Tener aparatos electrónicos en modo de espera (standby).

## Retos que supone
Este despilfarro supone retos ambientales, sociales, culturales, sanitarios y morales.
- La reducción de los despilfarros (además del energético están el desperdicio alimenticio y el de materias primas) y el aumento de la eficiencia energética forman parte de las estrategias ampliamente promovidas por el desarrollo sostenible, la Agenda 21 o los planes climáticos.
- Reducir los despilfarros también permite un acceso más justo, mayor y de más personas a los recursos energéticos y alimentarios.
- Los despilfarros son una fuente de contaminación y degradación de la salud de los ecosistemas y las poblaciones (salud ambiental). Por ejemplo, reducir la contaminación lumínica ayudaría a mejorar el ambiente nocturno. En Francia, este es uno de los objetivos de las leyes Grenelle I y Grenelle II.

## Soluciones posibles
La compra pública ética, la responsabilidad social y ambiental de las empresas y todos los enfoques y gobernanza basados en el desarrollo sostenible buscan reducir el desperdicio de energía. Organizaciones como la Agencia Francesa de Medio Ambiente y Gestión de la Energía contribuyen a ello.

### Artículos relacionados
- Casa energía plus
- Certificación energética de edificios
- Energie-Cités
- Protocolo de Kioto
- Sobreconsumo